# Castello di Gabiano
Il castello di Gabiano è posizionato in maniera dominante sulla valle del Po, nella città di Gabiano, in provincia di Alessandria.
Citato dalle fonti già nell'VIII secolo come cortem magnam nomine Gabianam, viene donato nel 1164 da Federico Barbarossa al Marchese Guglielmo II di Monferrato e, conteso nei secoli da vari casati, viene infine ceduto nel 1622, assieme al titolo di Marchese di Gabiano, dal duca Ferdinando Gonzaga al nobile genovese Agostino Durazzo a saldo dei debiti contratti dalla corte di Mantova con la sua famiglia.

## I restauri

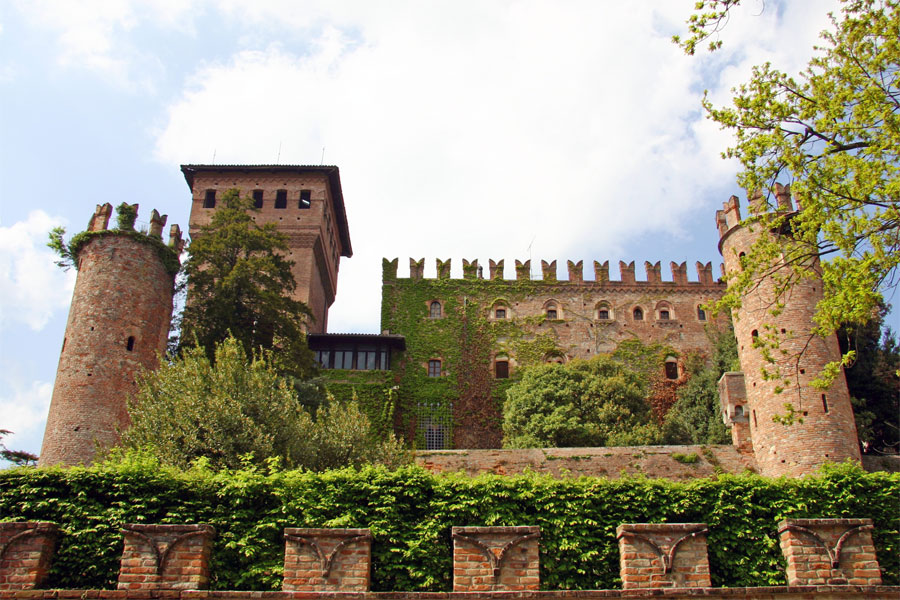
Vista frontale

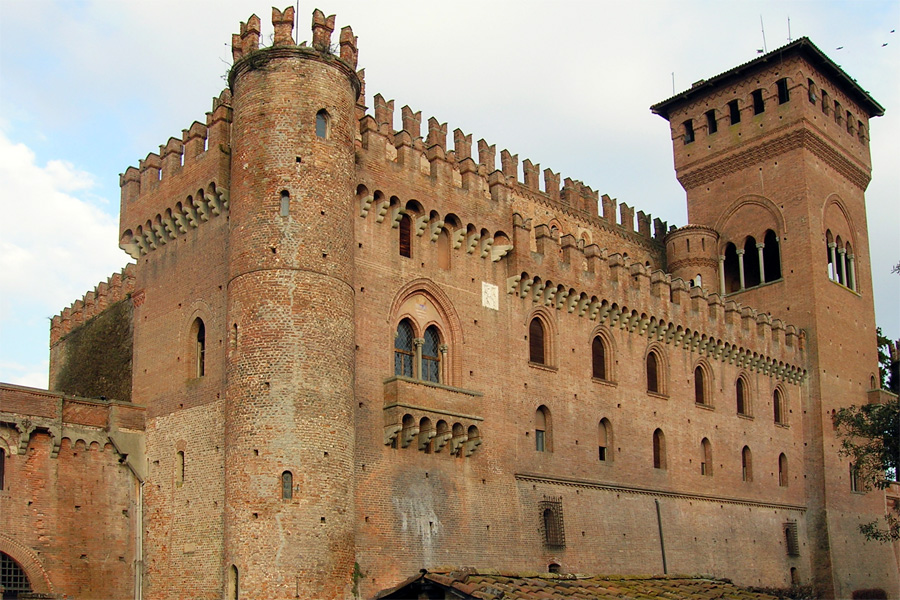
Vista da ovest

Dopo un restauro ottocentesco, che ne cancella l'aspetto originario di fortificazione turrita, a partire dal 1907 il castello è oggetto di un attento intervento di ripristino commissionato dai proprietari, Giacomo Durazzo Pallavicini e Matilde Giustiniani, all'architetto parmense Lamberto Cusani (Parma 1877-1966) che opera una filologica ricostruzione del castello e del borgo medievale con i suoi fabbricati agricoli e vinicoli, traducendo con grande abilità gli insegnamenti di Alfredo d'Andrade, ideatore del noto castello e Borgo medievale nel parco del Valentino, costruito in occasione dell'Esposizione generale italiana del 1884.
 Rimandi al modello torinese, si riscontrano nel vestibolo, nella cappella, nella sala da pranzo medievale e nella camera marchionale, i cui arredi vengono realizzati, su modello della camera da letto del castello Bonoris di Montichiari nel bresciano, dai fratelli Arboletti, noti intagliatori torinesi, già attivi nel borgo medievale.
Per le decorazioni del castello Cusani chiama da Parma gli scultori Dossena e Rossi e i pittori Tito Peretti e Latino Barilli. Quest'ultimo dipinge, tra il 1929 e il 1930, la cappella, la sala da gioco, la sala delle armi e la sala della cavalcata dove sono ritratti in abiti medievali i committenti, Matilde e Giacomo Durazzo.
Il restauro del castello, iniziato nel 1908 dal Marchese Giacomo Durazzo Pallavicini e portato a compimento nel 1935 dalla marchesa Matilde Durazzo Pallavicini dei principi Giustiniani, rimane un interessantissimo esempio di reinterpretazione medievale in chiave eclettica, tuttora conservata sia negli arredi interni in stile, sia nel parco circostante, di grande valenza paesaggistica.
Oggi l'opera prosegue con il nipote Giacomo Cattaneo Adorno, che, insieme a Emanuela e ai figli Filippo e Serena, ha condotto un'attenta ristrutturazione dell'ambiente, coniugando le attuali conoscenze dell'enologia con il rispetto della tradizione.

## La produzione vinicola del castello di Gabiano
Già premiato con medaglia d'oro all'Esposizione Universale del 1937 a Parigi, il Gabiano DOC si presenta oggi con una rinnovata struttura qualitativa dove la tradizione arricchita della nuova tecnologia piemontese, allinea la barbera ai  più nobili rossi piemontesi.
Il vino Gabiano è una DOC fra le più antiche e piccole d'Italia.
I marchesi Adorno sono impegnati in un'intensa produzione vitivinicola di qualità con un'azienda che si estende sul territorio di Gabiano per 260 ettari di cui 20  destinati a vigneto: la produzione vinicola privilegia le rese basse e l'imbottigliamento avviene solo nelle grandi annate per assicurare la migliore qualità dei vini.
Le vigne sono coltivate all'altezza ideale di 300 m, sui territori collinari bene esposti nei comuni di Gabiano e Moncestino, in provincia di Alessandria. Il tipo di coltivazione è denominato a “guyot basso”, con filari a gira poggio, seguendo le curve di livello della collina. I nuovi vigneti che si estendono attorno al castello, formando un suggestivo anfiteatro, sono coltivati a rittocchino. La coltivazione della vite prevede ancora molti interventi manuali per l'ottenimento della migliore qualità dell'uva, nel pieno rispetto dell'ambiente e del consumatore.
Nelle antiche cantine sotto il castello,  prendono avvio i variegati  processi di vinificazione: già alla svinatura, i prodotti ottenuti vengono  “assemblati” secondo la tradizione del casato, costituendo le basi per i vini Gabiano, Rubino, Barbera e Grignolino, che vengono poi affinate ed invecchiate, sia in botti piccole che in grandi barrique.

## Il labirinto
Il labirinto del castello di Gabiano costituisce uno dei rarissimi esempi documentati nell'ambito dei giardini storici del Piemonte. La sua importanza è dovuta non solo alla sua rarità, ma anche al periodo storico in cui fu realizzato ovvero gli anni Trenta del Novecento, periodo in cui l'ormai affermato gusto paesaggistico si integrava con giardini formali posti nelle immediate vicinanze della residenza, ma mai con le forme di un labirinto.
Il labirinto di Gabiano evoca il ritorno al passato e si colloca nell'ambito del progetto di restauro affidato dalla marchesa Matilde Giustiniani all'architetto parmigiano Lamberto Cusani. L'ubicazione del labirinto nel cuore del parco enfatizza il contrasto tra le linee rigide e geometriche dell'impianto e il parco naturale che lo circonda, richiamando il concetto medievale di selva come labirinto naturale (parco) e labirinto come selva artificiale dove la natura è rigorosamente manipolata e controllata dall'uomo.